# Megacles de Epiro

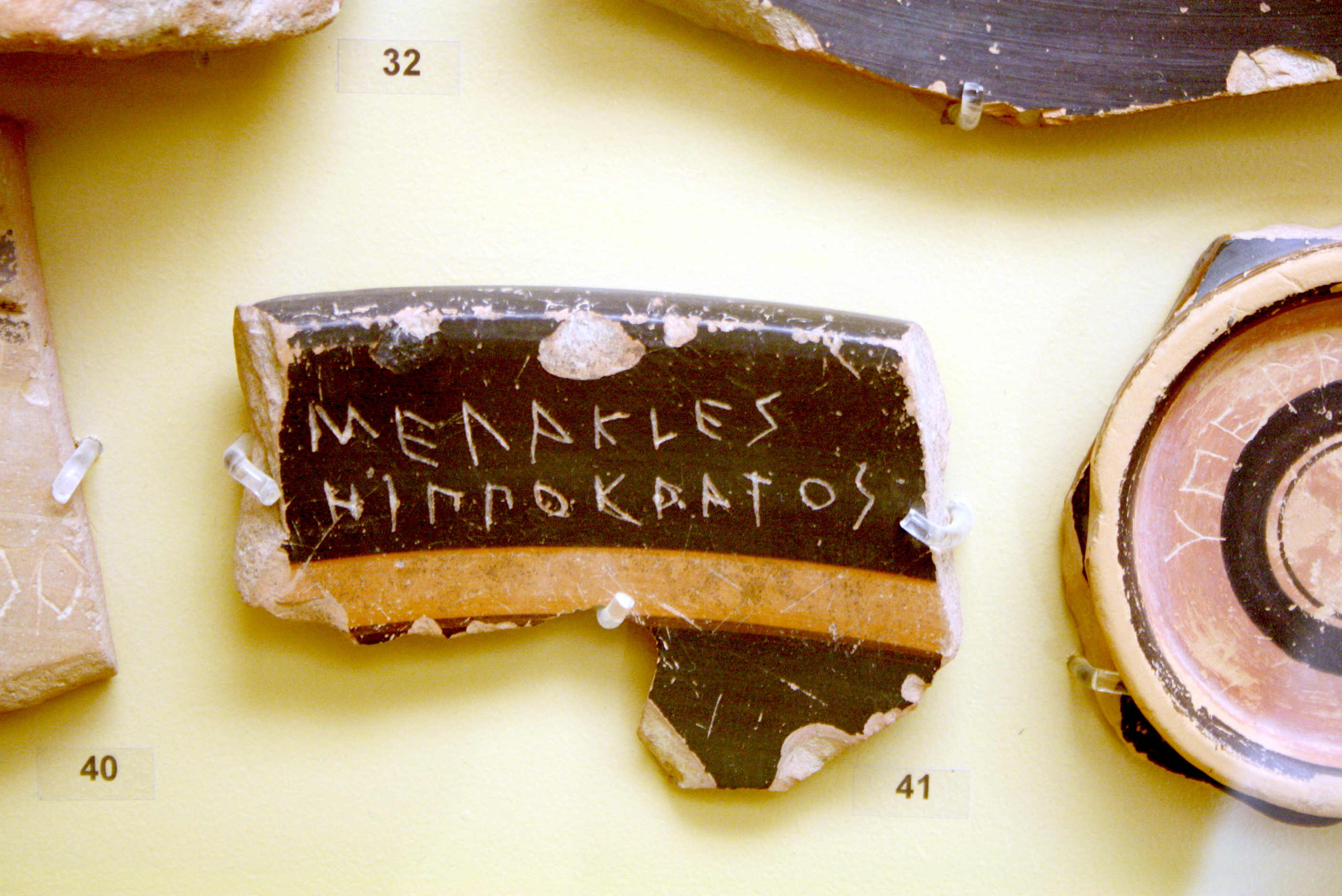
Ostrakon ateniense (pieza de cerámica inscrita con el nombre de Político propuesto para el exilio por voto popular el llamado "ostracismo"). Este ejemplar propone el nombre de Megacles, que se sometió a votación en el 487 A.C. En exhibición en el antiguo museo de Ágora de Atenas, ubicado en la Sttoa de Attalus.

Megacles (Μεγακλῆς) fue un oficial de Pirro de Epiro, al cual acompañó en su expedición a Italia en 280 a. C., durante las llamadas Guerras Pírricas. 

## Muerte en la batalla de Heraclea
Cuando Pirro durante la batalla de Heraclea fue a inspeccionar como discurría la contienda, su caballo fue derribado provocando que la moral de sus hombres se hundiera. No se consiguió levantar los ánimos hasta que  Pirro se subió a otro caballo con la cara descubierta para que sus hombres vieran que su rey no había caído. Para evitar que la moral de sus soldados volviera a decaer si por algún motivo lo abatían, provocando con ello una desbandada, decidió intercambiar su armadura con su oficial Megacles. Hizo esto para dirigir la atención del enemigo hacia el oficial que le acompañaba, en lugar de hacia él. Megacles pagó esta acción con su vida ya que fue muerto por un romano llamado Decio.